# Tukulti-Ninurta II
Tukulti-Ninurta II var kung i Assyrien 891 - 884 f.Kr. Han var son till Adad-nirari II, den första härskaren i det nyassyriska riket. Han son, Ashurnasirpal II, efterträdde honom.